# Jan Rábel
Jan Rábel (* 17. března 1934-15,ledna 2023) byl český a československý politik Československé strany lidové a poslanec Sněmovny lidu Federálního shromáždění za normalizace.

## Biografie
K roku 1976 se profesně uvádí jako zootechnik. Ve volbách roku 1976 zasedl do Sněmovny lidu (volební obvod č. 134 - Jeseník, Severomoravský kraj). Mandát obhájil ve volbách roku 1981 (obvod Jeseník) a volbách roku 1986 (obvod Jeseník). Ve Federálním shromáždění setrval do konce funkčního období, tedy do svobodných voleb roku 1990. Netýkal se ho proces kooptací do Federálního shromáždění po sametové revoluci.